# Opoziție (politică)

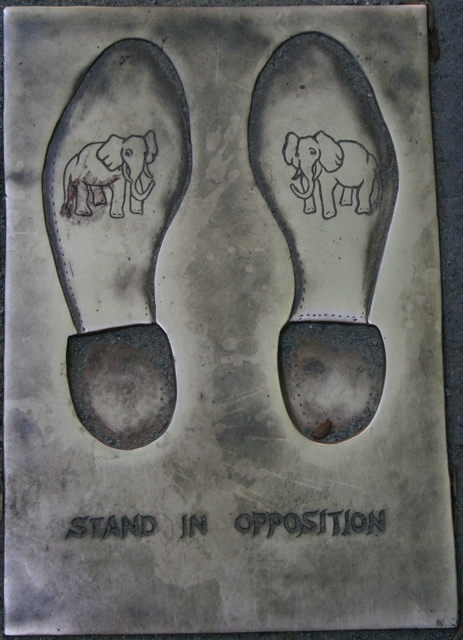
Stați în Opoziție (imprimate în fața Vechii Primării, Boston) – o lucrare artistică care explorează temele opoziției și activismului civic în contextul istoric al clădirii.

În politică, opoziția se referă la unul sau mai multe partide politice sau grupuri organizate care se opun guvernului, partidului sau grupului care deține controlul asupra unui oraș, unei regiuni, unui stat, unei țări sau unui alt corp politic. Gradul de opoziție variază în funcție de condițiile politice. În sistemele autoritare și democratice, opoziția poate fi, respectiv, reprimată sau susținută. Membrii opoziției servesc în general ca adversari ai puterii existente.
În funcție de sistemul politic, rolul opoziției poate varia semnificativ. În democrațiile consolidate, opoziția are un rol esențial în asigurarea controlului și echilibrului, promovând dezbateri și oferind alternative la politicile guvernamentale. În schimb, în regimurile autoritare, opoziția poate fi supusă unor restricții severe și poate opera într-un mediu de represalii și supraveghere.
Studiile despre politica de opoziție nu au câștigat popularitate și sofisticare decât în a doua jumătate a secolului XX. Cercetările recente au arătat că nemulțumirile populare legate de economie și calitatea vieții pot fi utilizate de opoziția politică pentru a se mobiliza și a solicita schimbări. Există dezbateri academice privind dacă opoziția politică beneficiază de pe urma instabilității politice și a crizelor economice, unii cercetători concluzionând că aceasta poate profita de instabilitate, în timp ce alții susțin contrariul. Studiile de caz din Iordania sugerează că opoziția politică poate profita de instabilitate, deoarece se intensifică provocările adresate puterii existente, pe când în Maroc, opoziția nu s-a mobilizat semnificativ în fața instabilității.
Avansurile tehnologice, inclusiv internetul și rețelele sociale, au transformat semnificativ modul în care opoziția politică își desfășoară activitatea. Aceste platforme permit mobilizarea rapidă și eficientă a susținătorilor și pot amplifica mesajele opoziției, dar pot fi, de asemenea, subiectul cenzurii și supravegherii din partea regimurilor autoritare.
Mai mult, cercetările asupra politicii de opoziție în Asia de Sud au oferit informații valoroase despre oportunitățile de reînnoire democratică după perioade de derapaje, precum și despre riscurile de violență politică. În ciuda existenței regimurilor autoritare puternice în diferite țări din Asia de Sud, opoziția continuă să fie un actor important. De exemplu, în Nepal, membri ai opoziției au reușit să ocupe funcții importante, iar Sri Lanka a organizat alegeri în regiuni care anterior nu le organizau. În aceste cazuri, prezența opoziției a contribuit la realizarea unor schimbări democratice pozitive.
Pentru o înțelegere mai completă a politicii de opoziție, este util să comparăm cazuri din diferite țări. De exemplu, opoziția din Brazilia, caracterizată printr-o democrație relativ stabilă, se confruntă cu provocări diferite față de opoziția din Venezuela, unde contextul autoritar și economic este mult mai restrictiv.
Istoric, conceptul de opoziție a evoluat semnificativ. În epocile mai vechi, opoziția era adesea reprezentată de facțiuni sau grupuri marginale care contestau autoritatea centrală, în timp ce astăzi, în democrațiile moderne, opoziția este integrată formal în procesul democratic și are un rol stabilit în constituții și legislații.

## Opoziția politică prin intermediul rețelelor sociale
Pe măsură ce rețelele sociale au devenit o componentă esențială a societății și culturii globale, opoziția politică online s-a extins considerabil. Comunicarea digitală a facilitat atât răspândirea rapidă, cât și diversificarea formelor de opoziție politică, făcând-o mai accesibilă și mai vizibilă. Factori precum cenzura, cenzura selectivă, polarizarea politică și fenomenul „camerelor de rezonanță” au transformat modul în care opoziția politică este articulată și percepută. În Statele Unite ale Americii, o parte semnificativă a cetățenilor consideră că platformele de socializare restricționează opiniile politice, în special cele care contravin status quo-ului.
Algoritmii utilizați de platformele de socializare joacă un rol crucial în modul în care mesajele politice sunt distribuite, amplificând anumite perspective și limitând vizibilitatea altora. Aceasta poate contribui la polarizarea politică și la crearea unor „bule informaționale”, în care utilizatorii sunt expuși preponderent la opinii cu care deja sunt de acord.
Fenomenul opoziției politice online nu este limitat la Statele Unite. În multe alte state, cum ar fi Turcia sau Rusia, opoziția politică recurge la rețelele sociale pentru a-și face vocea auzită în fața restricțiilor impuse de regimurile autoritare. În aceste contexte, platformele digitale devin adesea singurele spații de exprimare pentru opoziție.
În același timp, rețelele sociale sunt adesea un mediu propice pentru răspândirea dezinformării și a informațiilor eronate, care pot submina sau distorsiona discursul politic al opoziției. În unele cazuri, această dezinformare poate fi utilizată strategic de către guverne sau grupuri de interese pentru a delegitima opoziția și a destabiliza dezbaterile publice.

## Opoziție controlată
Opoziția controlată se referă la situația în care tactici precum propaganda neagră și infiltrarea unor indivizi care pretind că se opun unei facțiuni politice sunt utilizate pentru a susține, de fapt, acea facțiune. Propaganda neagră implică răspândirea de informații false sau denigratoare pentru a influența opinia publică, iar infiltrarea se referă la introducerea de agenți care pretind că sunt opoziție, dar în realitate sprijină agenda facțiunii respective. Această formă de opoziție este destinată să submineze opoziția autentică și să inducă confuzie în rândul publicului.
Un exemplu presupus de opoziție controlată este Partidul Sârb al Păzitorilor Jurământului (SSZ), condus de Milica Đurđević Stamenkovski. Acest partid pretinde că se opune Partidului Progresist Sârb (SNS), dar există speculații că ar fi, de fapt, în relații strânse cu acesta și că ar acționa pentru a-i susține agenda.